# Pepe Reina
José Manuel »Pepe« Reina Páez, španski nogometaš, * 31. avgust 1982, Madrid, Španija.
Pepe Reina je nogometni vratar, ki brani za Villarreal in je nekdanji član španske nogometne reprezentance. Reina je trenutni nosilec več klubskih rekordov pri Liverpoolu, med je drugim je trikratni prejemnik Zlate rokavice Premier lige, ki se jo vsakoletno podeljuje najboljšemu vratarju Premier lige.

## Kariera

### Zgodnja kariera
Kljub temu, da je bil Pepe rojen v Madridu, se je njegova nogometna pot začela v Barceloni. Zanimivo je, da je vse do danes ostal navijač Atletica iz Madrida. Kot nogometaš Barcelone je leta 2002 odšel na posojo v Villareal, kjer je takoj postal prvi vratar moštva. Po dveh letih igranja je tudi uradno postal član Villarreala. Dobri dve leti zatem je po nekaj odličnih predstavah pritegnil pozornost Liverpoolovega trenerja Rafaela Beniteza in skupaj z rojakoma Xabijem Alonsom in Luisom Garcío postal član angleškega velikana iz Merseysidea.

### Liverpool F.C.
V sezoni 2005-2006 je Reina postal prva izbira trenerja Beniteza v vratih. Istega leta, in sicer 17. avgusta 2006, je debitiral tudi za špansko izbrano vrsto proti ekipi Urugvaja. Prva sezona je bila za tako za klub kot za Reino precej uspešna, Pepe je postavil tudi klubski rekord odigranih minut brez prejetega gola. V svojem 50. nastopu za  Redse je porušil rekord klubske legende Raya Clemencea, saj je v prvih 50. tekmah za klub prejel le 29 golov, Clemence pa 32.
Reina je znova zablestel v finalu FA pokala proti West Hamu, ko je ubranil kar 3 od 4-ih enajstmetrovk za končno zmago v pokalu.
Naslednjo sezono si je Pepe povsem zacementiral mesto v prvi postavi Liverpoola. Nastopil je tudi v finalu  Lige prvakov proti italijanskem Milanu, katerega je Liverpool sicer izgubil. Tudi to sezono je bil razglašen za najboljšega vratarja Premier lige.
2. februarja 2008 je Reina postal najhitrejši vratar, ki je kdaj koli zbral 50 t. i. clean sheetov oz. tekem brez prejetega zadetka za Liverpool. Ta dosežek je še izboljšal 22. marca 2009 ob zmagi s 5:0 proti Aston Villi, ko je dosegel svoj 100-ti clean sheet. 

### Bayern München
V letu 2013 je igral kot posojeni igralec v Italiji pri Napoliju, v poletnem prestopnem roku 2014 pa je za 2 milijona funtov prestopil k nemškem prvaku, Münchenskem Bayernu.

## Reprezentančna kariera
Pepe Reina je od leta 2005 standardni član španske nogometne reprezentance, večinoma kot rezervni vratar za Ikerjem Casillasom. Bil je tudi član ekipe, ki je postala evropski prvak leta 2008 v Avstriji in Švici.